# Movimiento Bolivariano Revolucionario - 200
El Movimiento Bolivariano Revolucionario 200 o  MBR-200 fue un movimiento revolucionario cívico-militar de izquierda, fundado por el teniente coronel Hugo Chávez en 1982 como evolución del EBR-200 (Ejército Bolivariano Revolucionario).
Este movimiento fue influenciado por la izquierda venezolana y los siguientes partidos: Partido Comunista de Venezuela, Partido de la Revolución Venezolana, MIR de Venezuela, Partido Bandera Roja, entre otros, al cual también se unieron otros grupos dentro de la fuerza armada como la Alianza Revolucionaria de Militares Activos (ARMA), perteneciente a la Aviación Militar Bolivariana.
La visibilidad del MBR-200 aumentó significativamente después del intento de golpe de Estado el 4 de febrero de 1992 contra el presidente Carlos Andrés Pérez. Aunque este golpe no tuvo éxito, puso al MBR-200 y a Hugo Chávez en el centro de atención pública. Chávez, encarcelado después del intento de golpe, fue liberado dos años después, y aunque decidió disolver formalmente el MBR-200, el movimiento sirvió como base para la creación de un nuevo partido político: el Movimiento V República (MVR), que llevaría a Chávez a la presidencia en 1998.

## Antecedentes

### Dictadura de Marcos Pérez Jiménez
Después del Golpe de Estado de 1958 los partidos Acción Democrática, Copei y el URD suscribieron el llamado Pacto de Puntofijo un acuerdo de gobernabilidad donde las partes acordaron reconocer el resultado de las elecciones presidenciales de 1958, todo con el fin de evitar el sectarismo del Trienio Adeco. El Partido Comunista de Venezuela fue excluido del pacto por divergencias ideológicas, posteriormente se alza el armas fundando las FALN y participando en El Carupanazo y El Porteñazo, por lo cual el partido fue ilegalizado.

### Revolución cubana
En 1959 Fidel Castro salió victorioso en la Sierra Maestra y tomó el poder en Cuba, tras lo cual visitó Venezuela, fue a la Universidad Central de Venezuela e hizo un discurso incendiario, ganando la admiración de miles de jóvenes Venezolanos. Posteriormente, se reunió con el presidente Rómulo Betancourt con el propósito de solicitar apoyo económico, el cual le fue negado.
Castro ganó muchos colaboradores venezolanos y mantuvo reuniones con líderes comunistas como Gustavo Machado, Fabricio Ojeda, Douglas Bravo, Alí Rodríguez Araque (siendo este el colaborador más cercano de Castro en Venezuela), Pompeyo Márquez, Américo Martín, Teodoro Petkoff entre otros, para organizar el comienzo de la lucha armada con grupos guerrilleros como las FALN, para tomar el poder en Venezuela.

### Fuerzas Armadas de Liberación Nacional
Las Fuerzas Armadas de Liberación Nacional (FALN) fueron la organización guerrillera creada por el Partido Comunista de Venezuela (PCV) en 1962 para dar origen a los nacientes grupos rebeldes que empezaban a operar en el país con el fin de derrocar al gobierno de Rómulo Betancourt. Según el exoficial de la inteligencia cubana Ulises Estrada, la creación de las FALN se enmarcó en una política de apoyo de Fidel Castro a los movimientos armados de Latinoamérica. El máximo líder de estos grupos en Venezuela fue Douglas Bravo. Financiado por Castro, rápidamente crean numerosos focos en toda Venezuela.
A estas organizaciones armadas se les responsabilizó, en 1962, por estar vinculadas con dos levantamientos armados en las fuerzas armadas venezolanas. El primero, El Carupanazo, fue una insurrección militar de izquierda ocurrida en Carúpano; estalló en la medianoche del 4 de mayo de 1962. El segundo, El Porteñazo, fue una sublevación de la base naval Agustín Armario contra el gobierno del presidente Rómulo Betancourt ocurrida entre el 2 y 3 de junio de 1962. Fidel Castro, al notar el fracaso armado en Venezuela, rompió relaciones con Bravo e inmediatamente cortó el apoyo económico.

### Marxismo-leninismo-bolivariano
El proyecto de la Revolución bolivariana, surgió en 1964, cuando Douglas Bravo propuso, mediante un informe sobre la situación político-militar ante la 5ta Conferencia del Partido Comunista de Venezuela, el bolivarianismo revolucionario. En 1965, fue expulsado del Partido Comunista de Venezuela. Bravo le ofreció al periodista mexicano Mario Menéndez, de la revista Sucesos, una entrevista donde reivindicaba el 'marxismo-leninismo-bolivariano'.

### Partido de la Revolución Venezolana
En 1966 se fundó el Partido de la Revolución Venezolana (PRV), cuyo nombre fue propuesto por Fabricio Ojeda. Este adoptó las tesis del Partido Comunista de Venezuela de 1967 sobre la necesidad de impulsar una alianza cívico-militar para hacer realidad la revolución, pero se separaba cada vez más del pensamiento marxista-leninista clásico, apuntando hacia el nacionalismo venezolano. El ideario se llamó «las Tres Raíces»: Simón Bolívar, Simón Rodríguez y Ezequiel Zamora.

#### Infiltración en las fuerzas armadas
Douglas Bravo concluye que una Revolución no la podría lograr con las Fuerzas Armadas en contra; así que cambió su estrategia de lucha armada para pasar a infiltrar cadetes en la Academia Militar de Venezuela. Él y sus colaboradores reclutaron jóvenes de toda Venezuela con el fin de convertirlos en futuros oficiales y suboficiales de carrera para tomar el poder en Venezuela, apoyando la revolución promovida por él.
Fidel Castro coloca junto a Douglas Bravo su hombre de mayor confianza en Venezuela, Alí Rodríguez Araque, quien lo mantenía informado de todos los movimientos revolucionarios en este país. Fidel estaba al tanto de todos los movimientos de Bravo y de sus estrategias de infiltración de las Fuerzas Armadas de Venezuela. Bravo tenía contactos dentro de la academia militar para llevar a cabo esta tarea, como el mayor William Izarra.
Adán Chávez fue parte del Partido de la Revolución Venezolana y su hermano, el capitán Hugo Chávez, director de Educación Física de la Escuela Militar, fue presentado a la dirigencia del PRV. Douglas Bravo se contactó entre finales de la década de 1970 y principios de la década de 1990 con Chávez y Francisco Arias Cárdenas, principalmente.

## Fundación
En diciembre de 1982 Chávez efectuó el juramento del Samán de Güere.
Los primeros integrantes del movimiento fueron Hugo Chávez y sus compañeros militares Raúl Isaías Baduel, Felipe Acosta Carlez y Jesús Urdaneta. El movimiento comenzó "más como un círculo de estudios políticos que como una conspiración subversiva", pero pronto sus miembros "comenzaron a pensar en términos de algún tipo de golpe de Estado". Chávez y sus compañeros pronto reclutaron más miembros, incluido Francisco Arias Cárdenas, en marzo de 1985.
Francisco Arias Cárdenas declaró: «Es cierto que los conceptos esenciales de referencia histórica que nosotros adoptamos venían del PRV. Eso es innegable. Ya los había leído en las revistas de Ruptura y las compartía. Estas ideas fundamentales las asumíamos como nuestras, pero la elaboración inicial fue de Douglas y de su equipo de análisis: Argelia Melet, el Flaco Prada y la gente que estaba con ellos en las discusiones».

## Intentos de golpes de Estado en 1992
El exmiembro del Buró Político del PRV y exfundador del Movimiento Político Ruptura Kléber Ramírez Rojas declaró: «Hacia mediados de noviembre de 1991 en una reunión presidida por el comandante Chávez (...) se decidió crear una comisión redactora de los documentos fundamentales para la instalación de nuevo gobierno. Esa comisión me fue encomendada presidirla por lo que trabajé intensamente en ello».

Según Pablo Medina, el 1 de enero de 1992 se reunió con Chávez, Arias y Kléber para discutir la conformación de la Junta de Gobierno, integrada por cinco civiles y cuatro militares, entre otros, José Vicente Rangel, Abdón Vivas Terán, Andrés Velásquez, Luis Miquilena y Manuel Quijada.

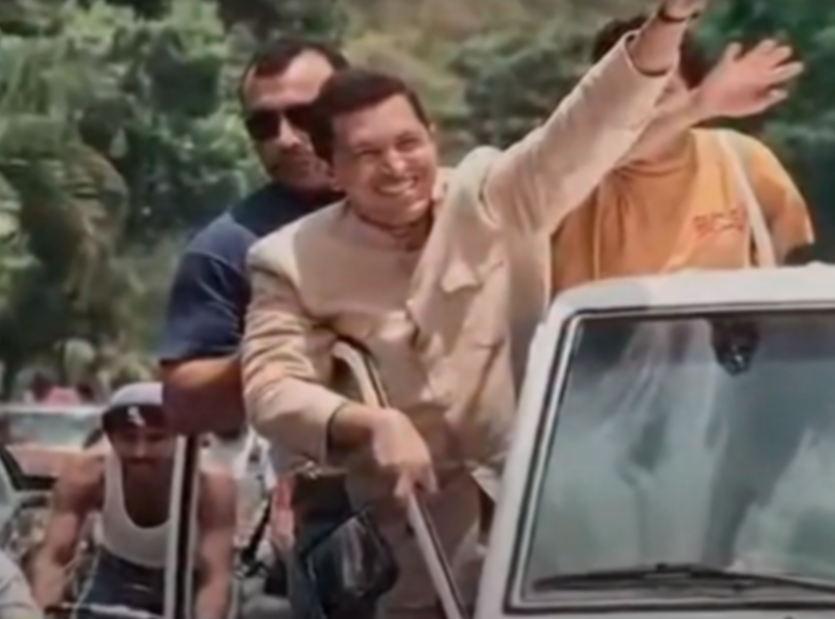
Liberación de Hugo Chávez de la Cárcel de Yare después del sobreseimiento concedido por Rafael Caldera.

Durante el segundo gobierno de Rafael Caldera fueron sobreseídos y salen en libertad todos los militares responsables del Primer y Segundo intento de golpe de Estado de Venezuela de 1992, dándoles oportunidad política en Venezuela. El declive de los partidos tradicionales y el movimiento populista iniciado por Caldera, dieron oportunidad a Hugo Chávez para iniciar su propio movimiento político, el cual se cristalizó al consolidar y Movimiento V República (MVR) proveniente del Movimiento Bolivariano Revolucionario - 200 (MBR-200), que logró una clara victoria en las elecciones presidenciales de 1998.

## Sucesión
En 2001, Chávez denunció la burocratización del Movimiento V República bajo Luis Miquilena y propuso el relanzamiento del MBR-200 original. Esto eventualmente conduciría a la consolidación de su movimiento bajo la etiqueta del Partido Socialista Unido de Venezuela en 2007.

## Repercusión histórica
El legado del MBR-200 reside en su papel catalizador para el cambio político en Venezuela. Abogó por un giro hacia una forma socialista de gobierno y sentó las bases ideológicas para la posterior "Revolución Bolivariana" liderada por Chávez. Aunque su existencia activa fue relativamente corta, su influencia en la política venezolana ha sido duradera, dando forma a las décadas de política que seguirían.

## Miembros principales
- Hugo Chávez (fundador)
- Raúl Isaías Baduel
- Jesús Urdaneta
- Felipe Antonio Acosta Carlez
- Francisco Arias Cárdenas
- Yoel Acosta Chirinos
- Nicolás Maduro
- Cilia Flores
- Diosdado Cabello